# Lorenza Correa
Lorenza Correa (Málaga, Espanha, 1773 - c. 1831) foi uma actriz e cantora de ópera espanhola. Pela sua carreira internacional, que agraciou os palcos dos mais conhecidos teatros de Madrid, Nápoles, Paris e Milão, em finais do século XVIII e inícios do século XIX, é considerada a primeira "prima donna" espanhola.
Conhecida em Portugal como Lourença Correia ou ainda Lourença Nunes Correia, na ortografia moderna, devido a um artigo em que a descreviam como uma soprano portuguesa, na revista Illustração Portuguesa de 1912, criou-se a falsa ideia no país de que a cantora de ópera seria de nacionalidade portuguesa.

## Biografia
Nascida em Málaga, em 1773, Lorenza Nuñez era filha dos actores espanhóis Petronila Morales e Roque Núñez, tomando como nome artístico Lorenza Correa, em homenagem ao seu padrinho, o actor José Correa. Oriunda de uma família de artistas, também as suas três irmãs Laureana, Petronila e Manuela María Isabel Correa enveredaram por carreiras no teatro e na música, notabilizando-se a última como uma das mais conhecidas actrizes e cantoras de ópera espanholas do início do século XIX, actuando frequentemente no Teatro de la Cruz, Teatro del Príncipe e Teatro de los Caños del Peral em Madrid.

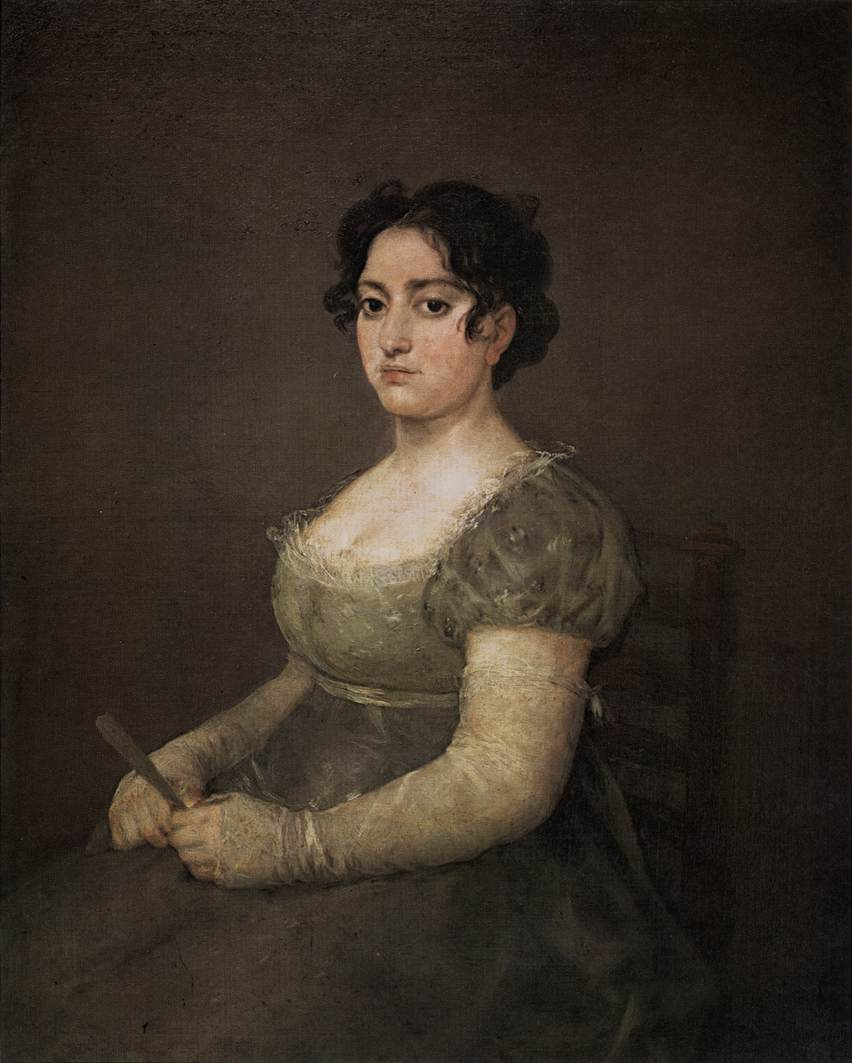
"Mujer joven con abanico" (1806-1807), pintura a óleo de Francisco de Goya

Seguindo o mesmo percurso que a sua família, Lorenza Correa começou a actuar com apenas doze anos de idade estreando-se como intérprete de tonadillas e de óperas italianas na sua cidade natal e em 1788, com 15 anos, em Barcelona.
Em 1794 casou-se com o ator, autor e tenor Manuel García Parra, filho de Juan Antonio García, violinista de orquestra, e irmão da actriz María García, começando a atuar ao seu lado e em várias produções nacionais, como a "L' Opera Cómica" (1801), "Adolfo e Clara, ó l'due prigionieri" (1801) de Vincenzo Pucitta e "Athalia" (1803) com a sua irmã Laureana Correa.
Em 1803, o casal viajou para Bréscia, Itália, onde Lorenza Correa se tornou discípula de Carlo Marinelli, e um ano depois para França, onde atuaram em vários palcos de Paris. Em 1805, devido às críticas positivas da imprensa, a jovem artista em ascensão foi convidada a regressar a Itália, onde participou na ópera "Sofonisba" de Vincenzo Federici, realizada no Teatro Regio de Turim, fixando-se no país com o seu marido, que abandonou os palcos em 1807.
Precedida pela sua fama, durante a primavera de 1810 foi convidada a atuar com uma participação especial no Teatro do Odéon de Paris, contudo, apesar das críticas da sua performance terem sido positivas, não conseguiu repetir o mesmo feito e sucesso que nos palcos italianos, regressando a Itália um ano depois.
Fixando-se em Milão, durante a década de 1810 actuou no Teatro alla Scala, onde interpretou a ópera "I Pretendenti delusi" (1811) de Giuseppe Mosca, "Tamerlano" (1813) e "Le due duchesse" (1814) de Johann Simon Mayr , "Palmira" (1813) de Ernesto e Pietro Carlo Guglielmi, "Aureliano in Palmira" (1813) de Gioacchino Rossini, tendo sido escrito o papel da personagem Zenóbia para a atriz espanhola pelo próprio autor, "Chiarina" (1816) de Giuseppe Farinelli e muitas outras obras de Pietro Carlo Guglielmi.
Em 1818 regressou a Espanha e a 25 de agosto de 1821 estreou-se na ópera "O Barbeiro de Sevilha" de Gioachino Rossini, no Teatro del Príncipe, em Madrid. Entre 1827 e 1830 realizou vários concertos em Génova, terminando a sua carreira em 1831, quando fixou residência novamente em Espanha e pediu uma pensão de aposentação ao monarca Fernando VII de Espanha. Especula-se que terá falecido nesse mesmo ano ou em 1832.

## Homenagens
Na toponímia local, o seu nome foi atribuído a várias ruas e praças nos municípios de Málaga e Madrid.

## Representações na Cultura e Arte

### Pintura
- "Mujer joven con abanico" (1806-1807), pintura a óleo de Francisco de Goya, pertencente ao espólio do Museu do Louvre.[17]
- Lorenza Correa (data incerta), pintura a óleo atribuída aos discípulos de Francisco de Goya, pertencente à colecção privada da Noailles Collectión, de Fontainebleau.